# Luis Carlos Perea
Luis Carlos Perea (Turbo, Antioquia, 29 de diciembre de 1963) es un exfutbolista colombiano que jugaba como defensa central. Fue internacional con la selección de Colombia. 

## Selección nacional
Fue internacional con la selección de fútbol de Colombia entre 1987 y 1994, jugando 78 partidos y marcando dos goles.

### Participaciones enCopas del Mundo
| Mundial                  | Sede                     | Resultado                | PJ | GA | Asis |
| ------------------------ | ------------------------ | ------------------------ | -- | -- | ---- |
| Mundial de Italia 1990   | Italia                   | Octavos de final         | 4  | 0  | 0    |
| Mundial de USA 1994      | Estados Unidos           | Fase de grupos           | 2  | 0  | 0    |
| Total en Copas del Mundo | Total en Copas del Mundo | Total en Copas del Mundo | 6  | 0  | 0    |

### Participaciones enCopas América
| Torneo                 | Sede del Mundial       | Resultado              | PJ | GA | Asis |
| ---------------------- | ---------------------- | ---------------------- | -- | -- | ---- |
| Copa América 1987      | Argentina              | Tercer lugar           | 3  | 0  | 0    |
| Copa América 1989      | Brasil                 | Fase de grupos         | 4  | 0  | 0    |
| Copa América 1991      | Chile                  | Cuarto lugar           | 7  | 0  | 0    |
| Copa América 1993      | Ecuador                | Tercer lugar           | 5  | 1  | 0    |
| Total en Copas América | Total en Copas América | Total en Copas América | 19 | 1  | 0    |

### Participaciones enEliminatorias al Mundial
| Eliminatoria                         | Sede del Mundial       | Posición                                                   | Resultado   | PJ | GA | Asis |
| ------------------------------------ | ---------------------- | ---------------------------------------------------------- | ----------- | -- | -- | ---- |
| Eliminatorias Mundial de Italia 1990 | Italia                 | 1°lugar 6 pts Grupo 2 (Ganador Repechaje Intercontinental) | Clasificado | 5  | 0  | 0    |
| Eliminatorias Mundial de USA 1994    | Estados Unidos         | 1°lugar 10pts Grupo A                                      | Clasificado | 6  | 0  | 0    |
| Total en Eliminatorias               | Total en Eliminatorias | Total en Eliminatorias                                     | 2/2         | 11 | 0  | 0    |

## Estadísticas

### Clubes
| Equipo                 | País     | Año       | Partidos | Goles |
| ---------------------- | -------- | --------- | -------- | ----- |
| Independiente Medellín | Colombia | 1983-1986 | 101      | 7     |
| Atlético Nacional      | Colombia | 1987-1990 | 76       | 6     |
| Independiente Medellín | Colombia | 1991-1993 | 94       | 3     |
| Junior                 | Colombia | 1994      | 1        | 0     |
| Toros Neza             | México   | 1994-1995 | 35       | 3     |
| Deportes Tolima        | Colombia | 1996      |          |       |
| Atlético Nacional      | Colombia | 1997-1998 |          |       |
| Total                  | Total    | Total     | 307      | 19    |

### Goles Anotados
| #  | Fecha | Equipo                 | Lugar   | Equipo Rival | Gol | Resultado | Competición                |
| -- | ----- | ---------------------- | ------- | ------------ | --- | --------- | -------------------------- |
| 1. | d/m/a | Independiente Medellín | Estadio | Por definir  | :   | :         | Campeonato colombiano 1981 |
| 2. | d/m/a | Independiente Medellín | Estadio | Por definir  | :   | :         | Campeonato colombiano 1991 |

### Selección nacional
Goles con la Selección Colombia.
| #  | Día                 | Estadio                                            | Rival   | Gol | Resultado | Competición       |
| -- | ------------------- | -------------------------------------------------- | ------- | --- | --------- | ----------------- |
| 1. | 30 de marzo de 1988 | Estadio Centenario, Armenia, Colombia              | Canadá  | 1–0 | 3–0       | Amistoso          |
| 2. | 26 de junio de 1993 | Monumental Isidro Romero Carbo, Guayaquil, Ecuador | Uruguay | 1–1 | 1–1       | Copa América 1993 |

#### Participaciones en Copas del Mundo
| Mundial                        | Sede           | Resultado        | Part. |
| ------------------------------ | -------------- | ---------------- | ----- |
| Copa Mundial de Fútbol de 1990 | Italia         | Octavos de final | 4     |
| Copa Mundial de Fútbol de 1994 | Estados Unidos | Primera fase     | 3     |

#### Participaciones en Eliminatorias al Mundial
| Eliminatorias                 | Resultado | Part. |
| ----------------------------- | --------- | ----- |
| Eliminatorias Mundial de 1990 | 5° lugar  | 6     |
| Eliminatorias Mundial de 1994 | 3° lugar  | 6     |

#### Participaciones en Copas América
| Copa              | Sede      | Resultado    | Part. |
| ----------------- | --------- | ------------ | ----- |
| Copa América 1987 | Argentina | Tercer lugar | 4     |
| Copa América 1989 | Brasil    | Primera fase | 4     |
| Copa América 1991 | Chile     | Cuarto lugar | 7     |
| Copa América 1993 | Ecuador   | Tercer lugar | 6     |

## Palmarés

### Copas internacionales
| Título              | Club              | País     | Año  |
| ------------------- | ----------------- | -------- | ---- |
| Copa Libertadores   | Atlético Nacional | Colombia | 1989 |
| Copa Interamericana | Atlético Nacional | Colombia | 1990 |
| Copa Interamericana | Atlético Nacional | Colombia | 1997 |

### Distinciones individuales
| Distinción                        | Año  |
| --------------------------------- | ---- |
| Parte del Equipo Ideal de América | 1993 |